# 鮑德溫內閣

## 鮑德溫內閣

### 第一次鮑德溫內閣 （1923年5月—1924年1月）
- 鮑德溫：英國首相、財政大臣及下議院領袖
- 凱夫勳爵（Lord Cave）：大法官
- 索爾斯伯利勳爵（Lord Salisbury）：樞密院議長
- 塞爾活的塞西爾勳爵（Lord Cecil of Chelwood）：掌璽大臣
- 威廉·克萊芙·布里奇曼（William Clive Bridgeman）：內務大臣
- 凱德爾斯頓的寇松勳爵（Lord Curzon of Kedleston）：外務大臣及上議院領袖
- 德文郡公爵：殖民地大臣
- 德比勳爵（Lord Derby）：陸軍大臣
- 皮爾勳爵（Lord Peel）：印度大臣
- 繆爾·霍爾爵士（Sir Samuel Hoare）：空軍大臣
- 傲華爾勳爵（Lord Novar）：蘇格蘭大臣
- 里奧·艾默里：第一海軍大臣
- 菲力浦·勞埃-格雷姆爵士（Sir Philip Lloyd-Greame）：貿易委員會主席
- 羅伯特·山德斯爵士（Sir Robert Sanders）：農業部長
- 愛德華·腓特烈·林黎·伍德：教育委員會主席
- 安德生·孟塔古-巴羅爵士（Sir Anderson Montague-Barlow）：勞工部長
- 內維爾·張伯倫：衛生部長
- 威廉·喬因森-希克斯爵士（Sir William Joynson-Hicks）：財政部財務秘書
- 拉明·沃辛頓-埃文斯爵士（Sir Laming Worthington-Evans）：郵政總局局長

#### 變動
- 1923年8月：內維爾·張伯倫接替鮑德溫為財政大臣。威廉·喬因森-希克斯爵士接替張伯倫為衛生部長。接替喬因森-希克斯爵士出任財政部財務秘書的人不在內閣供職。

### 第二次鮑德溫內閣 （1924年11月—1929年6月）
- 鮑德溫：英國首相及下議院領袖
- 凱夫勳爵：大法官
- 凱德爾斯頓的寇松勳爵：樞密院議長及上議院領袖
- 索爾斯伯利勳爵：掌璽大臣
- 邱吉爾：財政大臣
- 威廉·喬因森-希克斯爵士：內務大臣
- 奧斯汀·張伯倫爵士：外務大臣及下議院副領袖
- 里奧·艾默里：殖民地大臣
- 拉明·沃辛頓-埃文斯爵士：陸軍大臣
- 伯肯赫德勳爵（Lord Birkenhead）：印度大臣
- 繆爾·霍爾爵士：空軍大臣
- 約翰·吉爾摩爵士（Sir John Gilmour）：蘇格蘭大臣
- 威廉·克萊芙·布里奇曼：第一海軍大臣
- 塞爾活的塞西爾勳爵：蘭卡斯特公爵領地總裁
- 菲力浦·坎利夫-李斯德爵士（Sir Philip Cunliffe-Lister）：貿易委員會主席
- 愛德華·腓特烈·林黎·伍德：農業部長
- 尤斯塔斯·柏西勳爵（Lord Eustace Percy）：教育委員會主席
- 皮爾勳爵：第一工務專員
- 亞瑟·斯蒂爾-梅特蘭爵士（Sir Arthur Steel-Maitland）：勞工部長
- 內維爾·張伯倫：衛生部長
- 道格拉斯·霍格爵士（Sir Douglas Hogg）：律政司

#### 變動
- 1925年4月：寇松勳爵病逝，樞密院議長一職由貝爾福勳爵 （Lord Balfour）補上。索爾斯伯利勳爵則接任上議院領袖，但仍任掌璽大臣。
- 1925年6月：新設自治領事務大臣一職，由原殖民地大臣里奧·艾默里所兼領。
- 1925年11月：沃爾特·吉尼斯（Walter Guinness）接替愛德華·腓特烈·林黎·伍德為農業部長。
- 1926年7月：蘇格蘭大臣一職獲提升為國務大臣職級。
- 1927年10月：柯興登勳爵（Lord Cushendun）接替塞爾活的塞西爾勳爵出任蘭卡斯特公爵領地總裁。
- 1928年3月：已晉為男爵的海爾什勳爵（Lord Hailsham，原稱「道格拉斯·霍格爵士」）接替凱夫勳爵為大法官。接替海爾什勳爵為律政司的人不在內閣供職。
- 1928年10月：皮爾勳爵取代伯肯赫德勳爵為印度大臣。倫敦德里勳爵（Lord Londonderry）則接替皮爾勳爵為第一工務專員。

### 第三次聯合內閣 （1935年6月—1937年5月）
- 鮑德溫：英國首相及下議院領袖
- 海爾什勳爵：大法官
- 拉姆齊·麥克唐納：樞密院議長
- 倫敦德里勳爵：掌璽大臣及上議院領袖
- 內維爾·張伯倫：財政大臣
- 約翰·西蒙爵士：內務大臣及下議院副領袖
- 繆爾·霍爾爵士：外務大臣
- 馬爾科姆·麥克唐納：殖民地大臣
- J·H·托馬斯（J.H. Thomas）：自治領大臣
- 哈利法克斯勳爵：陸軍大臣
- 澤特蘭勳爵（Lord Zetland）：印度大臣
- 斯維頓勳爵（Lord Swinton）：空軍大臣
- 戈弗雷·柯林斯爵士（Sir Godfrey Collins）：蘇格蘭大臣
- 博爾頓·艾利斯-蒙塞爾（Bolton Eyres-Monsell）：第一海軍大臣
- 華特·朗西曼（Walter Runciman）：貿易委員會主席
- 奧利弗·斯坦利（Oliver Stanley）：教育委員會主席
- 沃爾特·艾略特（Walter Elliot）：農業部長
- 歐內斯特·布朗（Ernest Brown）：勞工部長
- 金斯利·伍德爵士：衛生部長
- 威廉·奧姆斯比-戈爾（William Ormsby-Gore）：第一工務專員
- 安東尼·艾登：不管部大臣，主理國際聯盟事宜
- 尤斯塔斯·柏西勳爵：不管部大臣，主理政府政策

#### 變動
- 1935年11月：馬爾科姆·麥克唐納接替J·H·托馬斯為自治領大臣。托馬斯則同樣接替麥克唐納為殖民地大臣。另外，哈利法克斯勳爵接替倫敦德里勳爵為掌璽大臣兼上議院領袖，多弗·柯柏（Duff Cooper）則接替哈利法克斯勳爵出任陸軍大臣。菲力浦·坎利夫-李斯德爵士和博爾頓·艾利斯-蒙塞爾分別取得斯維頓子爵（Viscount Swinton）和蒙塞爾子爵（Viscount Monsell）頭銜，兩人仍在內閣供職。
- 1935年12月：安東尼·艾登不再任不管部大臣，並取代繆爾·霍爾爵士為外務大臣，霍爾爵士脫離內閣。
- 1936年3月：托馬斯·英斯基普爵士（Sir Thomas Inskip）以國防協調部長之身份加入內閣。尤斯塔斯·柏西勳爵脫離內閣。
- 1936年5月：威廉·奧姆斯比-戈爾接替J·H·托馬斯為殖民地大臣。斯坦厄普勳爵（Lord Stanhope）則接替奧姆斯比-戈爾為第一工務專員。
- 1936年6月：繆爾·霍爾爵士重新進入內閣，接替蒙塞爾勳爵擔任第一海軍大臣。
- 1936年10月：沃爾特·艾略特接替戈弗雷·柯林斯爵士為蘇格蘭大臣。威廉·謝潑德·莫里森（William Shepherd Morrison）接替艾略特為農業部長。萊斯利·霍爾-貝利沙（Leslie Hore-Belisha）以交通部長之身份加入內閣。